# Peltotrupes youngi
Peltotrupes youngi är en skalbaggsart som beskrevs av Henry Fuller Howden 1955. Peltotrupes youngi ingår i släktet Peltotrupes och familjen tordyvlar. Inga underarter finns listade i Catalogue of Life.